# Annette Neuffer
Annette Neuffer (* 15. Januar 1966 in München) ist eine deutsche Jazzmusikerin (Trompete, Flügelhorn, Gesang).

## Leben und Wirken
Neuffer begann erst mit 18 Jahren mit dem Trompetenspiel. Bereits drei Jahre später begann sie ihr Musikstudium an der Musikhochschule Graz mit Hauptfach Jazztrompete. Zwei Jahre später wechselte sie an die Hochschule für Musik und Darstellende Kunst Stuttgart, wo sie 1996 bei Claus Stötter ihr Diplom absolvierte.
Als Trompeterin arbeitete u. a. mit den Sarah Morrow Allstars In Paris, Benny Golson, Hal Singer, Mike Carr, Benny Waters, Jimmy Woode und Horst Jankowski. 1994 wurde Annette Neuffer vom Sunday Night Orchestra als Sängerin für ein Projekt mit Al Porcino als Leiter eingeladen. 1995 holte sie Porcino in seine eigene Bigband, der sie elf Jahre lang als Sängerin angehörte. 
Mit ihrem eigenen Quintett hat sie seit 2001 vier Alben vorgelegt. Zunehmend betätigt sie sich auch selbst als Komponistin oder Texterin. Auch trat sie mit der Bobby Burgess Bigband Explosion, mit Alexanders Swingtime Band und mit Pete York auf.

## Lexikalische Einträge
- Jürgen Wölfer: Jazz in Deutschland. Das Lexikon. Alle Musiker und Plattenfirmen von 1920 bis heute. Hannibal, Höfen 2008, ISBN 978-3-85445-274-4.

## Diskographische Hinweise
- Al Porcino Big Band Live at Nachtcafé (Organic Music 1999)
- Come Dance with Me (yvp music 2001, mit Claus Koch, Bernhard Pichl, Rudi Engel, Hendrik Smock)
- The Art of Chet (yvp music 2004, mit Claus Koch, Bernhard Pichl, Rudi Engel, Jens Düppe)
- Easy to Love (yvp music 2005, mit Claus Koch, Bernhard Pichl, Rudi Engel, Jens Düppe)
- Swing till Sunrise (2011, mit Claus Koch, Claus Raible, Giorgos Antoniou, Steve Brown)